# Tartak (powiat suwalski)
Tartak – wieś w Polsce położona w województwie podlaskim, w powiecie suwalskim, w gminie Suwałki.
Do 1954 roku miejscowość była siedzibą gminy Huta. W latach 1975–1998 miejscowość położona była w województwie suwalskim.
Wierni kościoła rzymskokatolickiego należą do parafii Niepokalanego Poczęcia Najświętszej Maryi Panny w Wigrach.

## Środowisko naturalne
- wieś położona jest pomiędzy jeziorami Pierty a Omułówek
- znajduje się tu również wylęgarnia ryb Wigierskiego Parku Narodowego.

## Turystyka
- Lokalizacja sprzyja rozwojowi agroturystyki.